# Explosions a Vrbětice de 2014
Les explosions en dipòsits de municions de Vrbětice de 2014 van ser dues explosions que es van produir el 2014 en un polvorí de Vrbětice, que forma part del terme de Vlachovice, en el districte de Zlín de la República Txeca.
La primera explosió es va produir el 16 d'octubre i la segona el 3 de desembre. En la primera explosió van morir dos treballadors d'una empresa privada. Les tasques dels Bombers per eliminar les conseqüències de les explosions va finalitzar el 13 d'octubre de 2020. Segons fonts policials txeques, en les explosions van participar dos agents del GRU perquè hi havien armes destinades per les forces ucraïneses en Guerra al Donbàs, on lluitaven contra rebels prorussos.
L'abril de 2021, Txèquia va decidir expulsar divuit diplomàtics de l'ambaixada russa a Praga, esclatant així la crisi diplomàtica entre els dos països. Rússia, que nega qualsevol tipus d'implicació, també va expulsar, com a mesura recíproca, diplomàtics txecs.

## Fets

### Primera explosió
El magatzem número 16 contenia 50 tones de municions, que van sortir disparats fins a una distància de 800 metres després de l'explosió del 16 d'octubre. Van morir dos empleats del Imex Group, que llogava el dipòsit a l'empresa estatal Institut Tècnic Militar (en txec: Vojenský technický ústav, VTÚ).
El dipòsit de municions no era present en els plans d'emergència del districte de Zlín, per la qual cosa els bombers que van acudir al lloc dels fets no sabien a quina mena d'incendi es dirigien, la qual cosa els va fer córrer un perill innecessari. Immediatament després de l'explosió, unes 100 persones del poble pròxim de Vlachovice, així com estudiants de l'escola primària i secundària de Slavičín, van ser evacuats de la zona del magatzem.
El 23 d'octubre, la policia va iniciar l'evacuació de 375 persones dels pobles Lipová, Vlachovice i de la zona industrial pròxima a la ciutat de Slavičín. L'evacuació, que va durar dos dies, va ser una mesura preventiva, ja que els pirotècnics s'acostaven als pobles. Es van produir detonacions aleatòries i incontrolades en la zona, causades per la caiguda de municions dels arbres o provocades per la fauna. El 30 d'octubre, la policia va anunciar que l'accés a la zona era segur i que es podien traslladar 7.000 tones de munició dels dipòsits.

### Segona explosió
El 3 de desembre de 2014, el dipòsit número 12 va explotar. El dipòsit, que contenia 100 tones de munició, estava a 1,2 quilòmetres de l'epicentre de la primera explosió. 430 persones dels pobles dels voltants van ser evacuades. Segons l'advocat del Grup Imex, en el dipòsit s'emmagatzemaven municions d'artilleria i subfusells. L'advocat creu que el dipòsit no podia explotar per si sol.

## Dipòsits
Els dos magatzems destruïts eren llogats per l'empresa Imex Group, amb seu en Ostrava, que es dedica al comerç d'armes, i un total de sis edificis llogats a l'exèrcit txec en la zona, en els quals l'empresa emmagatzemava munició, armes i altres mercaderies. El propietari era Petr Bernatík Jr., que era el director executiu i, juntament amb el seu pare, també treballava en altres empreses armamentístiques.